# Hedychium paludosum
Hedychium paludosum är en enhjärtbladig växtart som beskrevs av Murray Ross Henderson. Hedychium paludosum ingår i släktet Hedychium och familjen Zingiberaceae. Inga underarter finns listade i Catalogue of Life.